# Without You (canção de Peabo Bryson e Regina Belle)
"Without You" é uma canção romântica escrita pelo compositor e produtor musical americano Lamont Dozier e gravada em 1987 em um dueto pelos cantores Peabo Bryson e Regina Belle. A canção foi o tema de amor do filme de comédia Leonard Part 6, lançado no mesmo ano (1987) e também foi gravada para o álbum Positive  de Peabo Bryson, lançado em 1988, o único álbum que contém a versão original de "Without You". O single da canção foi lançado em novembro de 1987 e alcançou a posição #8 na parada Adult Contemporary, #14 na parada R&B, #85 nos UK Singles, e #89 na Billboard Hot 100, entre 1987 e 1988.
"Without You" foi o primeiro dueto gravado por Bryson e Belle, que gravaram quatro músicas juntos, e foi também o primeiro dueto de sucesso dos dois. Outro sucesso da dupla veio em 1992 com "A Whole New World", o tema do filme de animação Aladdin.
Além de sua gravação original em inglês, de Bryson e Belle, "Without You" também recebeu duas adaptações em idiomas diferentes. A primeira foi em português e a segunda foi em espanhol, em 1989 e 1990, respectivamente. Ambas as adaptações receberam o mesmo título, "Amor Dividido", e ambas gravadas pela cantora brasileira Rosana, também conhecida como Rosanah Fienngo.

## Vídeo Musical
"Without You" não possui um videoclipe oficial, mas possui um vídeo com uma apresentação de Peabo Bryson e Regina Belle no programa americano de variedade musical Soul Train, em 1987, ao lado do apresentador Don Cornelius. O vídeo está disponível clicando em: "Without You" by Peabo Bryson and Regina Belle (Soul Train 1987) no YouTube.

## Descrição
"Without You" foi composta por Lamont Dozier para ser o tema de amor de Leonard Part 6, lançado nos Estados Unidos em 18 de dezembro de 1987. Nesse mesmo ano, Regina Belle lançou seu primeiro álbum, All by Myself, mas "Without You" não foi incluída no álbum. Em 2012, All by Myself foi remasterizado em CD e "Without You" foi incluído no final do álbum como uma faixa bônus, porém, não era a versão original de 1987, mas um "Single Mix" da canção. "Without You" não foi incluída em nenhum outro álbum de Belle, nem nas coletâneas. Ao contrário dela, Peabo Bryson incluiu a canção em seu álbum Positive, lançado em 1988, o único álbum que contém a versão original de "Without You", que também foi incluída em suas compilações Anthology - Peabo Bryson, lançado em 2001, e Bedroom Classics Vol. 2 – Peabo Bryson, lançado em 2004. O título da canção é apenas "Without You", ela é subtitulada nos álbuns como "Without You (Love Theme from Leonard Part 6)". Foi o primeiro de quatro duetos gravados por Bryson e Belle, que gravaram juntos "Without You" (em 1987), "I Can't Imagine" (em 1991), "A Whole New World" (em 1992) e "Total Praise" (em 2009).

## Faixas do Single
| Lado   | Canção                 | Duração         | Intérpretes                | Compositor    | Produtores                                           | Álbum Original                      | Ano de Gravação |
| ------ | ---------------------- | --------------- | -------------------------- | ------------- | ---------------------------------------------------- | ----------------------------------- | --------------- |
| Lado A | "Without You"          | 5:14 (Completa) | Peabo Bryson; Regina Belle | Lamont Dozier | Michael J. Powell; Sir Gant                          | Positive (álbum de Peabo Bryson)    | 1987            |
| Lado B | "The Higher You Climb" | 5:04            | Peabo Bryson               | Peabo Bryson  | Peabo Bryson (Produção) Dwight Watkins (Co-produção) | Quiet Storm (álbum de Peabo Bryson) | 1986            |

## Posições nos Charts
"Without You" alcançou as seguintes posições nos charts internacionais:

### Charts Semanais
| Chart (1987-88)                   | Posição de pico |
| --------------------------------- | --------------- |
| UK Singles (Official Charts)      | 85              |
| US Adult Contemporary (Billboard) | 8               |
| US R&B Chart (Billboard)          | 14              |
| US R&B Singles (Cash Box)         | 15              |
| US The Hot 100 (Billboard)        | 89              |

## Pessoal

### Créditos
- Compositor - Lamont Dozier [2]
- Vocais Principais - Peabo Bryson, Regina Belle [2]
- Produtor - Michael J. Powell, Sir Gant [2]
- Arranjo - Michael J. Powell, Sir Gant [2]
- Arranjo de Cordas - George Del Barrio [2]
- Arranjo Vocal - Cindy Mizelle [2]
- Backing Vocals - Cindy Mizelle, Jim Gilstrap, Coelho Hull, Marva King, Valerie Pinkston-Mayo [2]
- Guitarra - Michael J. Powell [2]
- Piano Acústico - Sir Gant [2]
- Contrabaixo - Anthony Jackson [2]
- Bateria - Steve Ferrone [2]
- Engenheiro - Barney Perkins [2]
- Assistentes de Engenheiro - Andrew Spiegelman, Elliott Peters, Gerard Smerek, Milton Chan [2]
- Sintetizador (Synclavier) - Sir Gant [2]
- Programado por (Synclavier) - Gary Barlough [2]
- Gravado por - Barney Perkins [2]
- Gravação Adicional - Keith Seppanen [2]
- Mixado por - Barney Perkins [2]

### Empresas
Gravado e mixado em:
- Yamaha R&D Studio, Glendale, Califórnia [2]

Gravação adicional em:
- Ambience Recorders, Farmington Hills, Michigan [2]
- Electric Lady Studios, Nova Iorque, NI [2]

Masterizado em:
- Bernie Grundman Masterização [2]